# Kappa Cassiopeiae
Kappa Cassiopeiae (15 Cassiopeiae) é uma estrela na direção da constelação de Cassiopeia. Possui uma ascensão reta de 00h 32m 59.99s e uma declinação de +62° 55′ 54.4″. Sua magnitude aparente é igual a 4.17. Considerando sua distância de 4127 anos-luz em relação à Terra, sua magnitude absoluta é igual a −6.34. Pertence à classe espectral B1Ia. É uma estrela variável α Cygni.